# Argelièrs (Aude)
Argelièrs (oficial Argeliers) és un municipi francès situat al departament de l'Aude i a la regió d'Occitània.